# Aster asa-grayi
Aster asa-grayi là một loài thực vật có hoa trong họ Cúc. Loài này được Makino mô tả khoa học đầu tiên năm 1908.